# Fernando García
Fernando García (1 de outubro de 1889 – data da morte desconhecida) foi um esgrimista espanhol, que participou dos Jogos Olímpicos de Verão de 1928, sob a bandeira da Espanha.